# Anna (brittisk popsångerska)
Anna är artistnamnet för den brittiska sångerskan Anna O'Malley. Hon fick 1981 en Smash Hit i Poporama med "Like They Do in the Movies", skriven av Ken Leray. Utöver denna hitlåt var hon också populär med låten "Systems Breaking Down" från samma år.